# أبرشية فيلدكيرش
أبرشية فلدكيرخ (بالألمانية: Diözese Feldkirch) هي أبرشية كاثوليكية لاتينية تقع في ولاية فورآرلبرغ بغرب النمسا. وهي تتبع أبرشية سالزبورغ الكنسية. الأبرشية بأكملها تغطي أراضي ولاية فورآرلبرغ.
تم تأسيس الأبرشية في 8 ديسمبر 1968 من قبل البابا بولس السادس، وكانت في السابق جزءًا من أبرشية بريغنتس، والتي تأسست في عام 1848، وكانت تابعة للأبرشية الأم في سالزبورغ.
كاتدرائية الأبرشية هي كاتدرائية القديس نيقولاوس الواقعة في فلدكيرخ.

## الأساقفة
- برونو فاينتسيتل (1968–1989)

- إلمار فيشر (2005–2011)

- بنو إلمر (2011–حتى الآن)